# Butylacrylaat
Butylacrylaat is een organische verbinding met als brutoformule C7H12O2. Het is een acrylaat, dit is een ester van acrylzuur. Het is een kleurloze vloeistof, die slecht oplosbaar is in water.

## Synthese
Butylacrylaat wordt bereid door de verestering van acrylzuur met 1-butanol. Als katalysator gebruikt men zuren als zwavelzuur of een sulfonzuur (typisch het kristallijne p-tolueensulfonzuur) of een ionenwisselaarhars met zure functionaliteit (bijvoorbeeld met sulfonylgroepen).
In 2000 werd er in Europa tussen de 250.000 en 400.000 ton van geproduceerd, in de Verenigde Staten ongeveer 581.000 ton en in Japan ongeveer 130.000 ton.

## Toepassing
Butylacrylaat wordt gebruikt als monomeer of comonomeer voor een brede waaier aan polymeren. Het kan op zichzelf polymeriseren of copolymeren vormen met (zouten of esters van) acrylzuur, methacrylzuur, vinylacetaat, vinylchloride, styreen, 1,3-butadieen, onverzadigde polyesters enzovoort. Deze polymeren worden onder meer gebruikt in verven (acrylverf), lakken, lijmen (acrylaatlijm), kleefmiddelen, inkten en textielvezels.

## Toxicologie en veiligheid
De stof kan spontaan polymeriseren ten gevolge van verwarming, onder invloed van licht of bij contact met peroxiden. Butylacrylaat reageert hevig met sterk oxiderende stoffen, waardoor kans op brand en ontploffing ontstaat.
De stof is irriterend voor de ogen, de huid en de luchtwegen. Als deze vloeistof wordt ingeslikt en daarna in de luchtwegen terechtkomt, kan chemische longontsteking ontstaan.